# Boreomysis megalops
Boreomysis megalops är en kräftdjursart som beskrevs av Georg Ossian Sars 1872. Boreomysis megalops ingår i släktet Boreomysis och familjen Mysidae. Arten är reproducerande i Sverige. Inga underarter finns listade i Catalogue of Life.